# Wassili Andrejewitsch Dolgorukow

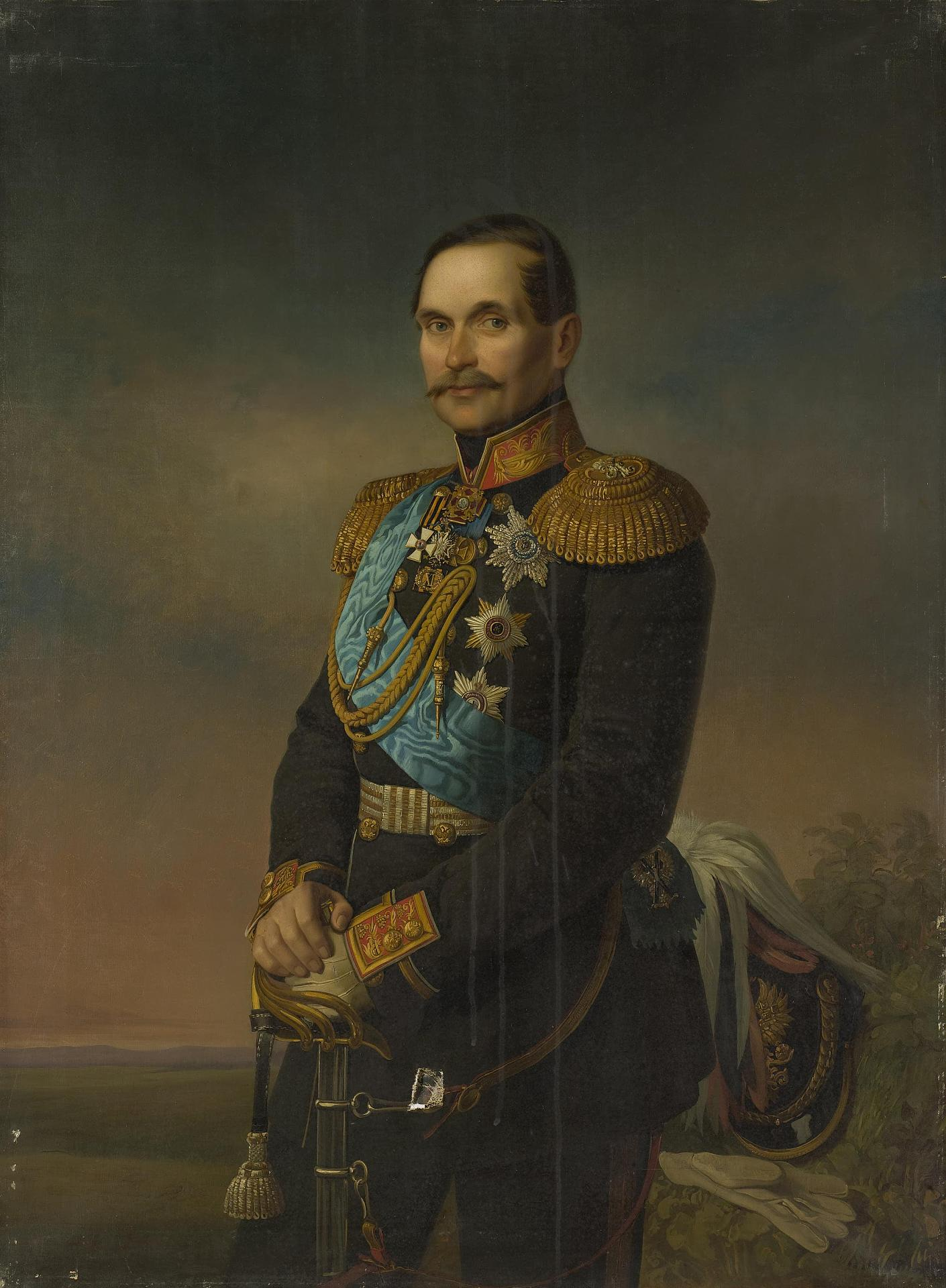
Wassili Andrejewitsch Dolgorukow
um 1855

Fürst Wassili Andrejewitsch Dolgorukow (russisch Василий Андреевич Долгоруков Vasilij Andreevič Dolgorukov; * 7. März 1804 in Moskau; † 17. Januar 1868 in Sankt Petersburg) war ein russischer Generaladjutant, General der Kavallerie, Kriegsminister während des Krimkrieges (1852–1856) und unter Alexander II. Chef der Geheimpolizei (1856–1866).

## Leben
Wassili, der Sohn von Fürst Andrei Nikolajewitsch Dolgorukow (1772–1834) und dessen Gattin Fürstin Jelisaweta Nikolajewna Dolgorukowa, geborene Saltykowa (1777–1855), hatte sechs Brüder (Nikolai (1792–1847), Iwan (1796–1807), Ilja (1797–1848), Sergei (1802–1837), Dmitri (1808–1809), Wladimir (1810–1891)) und drei Schwestern (Jekaterina (1798–1857), Maria, Alexandra). Von Hauslehrern erzogen, trat er 1821 als Fahnenjunker in das Kronstädter Leibgarderegiment ein. Der Kavallerist wurde am 23. Februar 1823 Kornett, nach 1825 Leutnant, am 5. September 1830 Flügeladjutant, 1835 Oberst, am 22. September 1842 Generalmajor, am 22. September 1845 Generaladjutant, am 7. August 1849 Generalleutnant und am 17. April 1856 General der Kavallerie.
Für seine Teilnahme an der Niederschlagung des Novemberaufstandes wurde er mit zwei Orden dekoriert und zum Rittmeister befördert.
1838 bis 1841 reiste Wassili Dolgorukow mit dem Zarewitsch durch Russland und Europa. 1848 wurde er Stellvertretender Kriegsminister und 1849 Mitglied des Militärrates. Am 26. August 1852 wurde Wassili Dolgorukow Kriegsminister. Für die russische Niederlage im Krimkrieg von seinen Gegnern verantwortlich gemacht, trat er auf eigenen Wunsch  am 17. April 1856 vom Posten des Kriegsministers zurück. Im Sommer 1856 wurde er Chef der Geheimpolizei. Das Attentat Karakosows auf den Imperator brachte Wassili Dolgorukow in letzterem Amt zu Fall. Er folgte Anfang April 1866 der diesbezüglichen Rücktrittsaufforderung.
Am 10. April 1866 wurde er Oberkammerherr. 1868 starb  Wassili Dolgorukow im Winterpalais. Pjotr Walujew hob die Güte und Bescheidenheit des Verstorbenen hervor. Pjotr Wjasemski erwähnte in seinem Nachruf das Pflichtbewusstsein des Hingeschiedenen. Pjotr Wladimirowitsch Dolgorukow indes warf Wassili Dolgorukow Mittelmaß vor.

## Familie
Wassili Dolgorukow heiratete am 3. Mai 1829 die Gräfin Olga de Saint-Priest (* 1807; † 16. September 1853), Tochter des Odessaer Bürgermeisters Graf Armand Charles Emmanuel Guignard de Saint-Priest (1782–1863). Das Paar bekam die Söhne Alexander (1839–1876) und Alexei (1842–1849).

## Anekdote
Während des Aufstandes am 14. Dezember 1825 soll der junge Zar den im Winterpalast Wachhabenden Wassili Dolgorukow mit der Frage angesprochen haben, ob er auf ihn zählen könne. Die Erwiderung des Kornetts habe gelautet: „Eure Majestät, ich bin Fürst Dolgorukow.“

## Ehrungen
- 1831 Orden des Heiligen Wladimir 4. Klasse
- 1831 Russischer Orden der Heiligen Anna 2. Klasse
- 1832 Virtuti Militari 4. Klasse
- 1833 Kaiserkrone zum Russischen Orden der Heiligen Anna 2. Klasse
- 1833 Orden des Heiligen Stanislaus (Russland)
- 1837 Orden des Heiligen Wladimir 3. Klasse
- 1840 Ehrenzeichen Für 15 Jahre treue Dienste[9]
- 1847 Russischer Orden des Heiligen Georg IV. Klasse
- 1847 Russischer Orden der Heiligen Anna 1. Klasse
- 1848 Orden des Heiligen Wladimir 2. Klasse
- 1849 mit Diamanten besetzte goldene Schnupftabakdose mit dem Porträt Seiner Majestät[10]
- 1850 Kaiserlich-Königlicher Orden vom Weißen Adler
- 1852 Alexander-Newski-Orden
- 1853 Orden des Heiligen Wladimir 1. Klasse
- 1855 Orden des Heiligen Andreas des Erstberufenen
- 1855 Ehrenzeichen Für 30 Jahre treue Dienste
- 1859 Diamanten zum Orden des Heiligen Andreas des Erstberufenen
- 1865 Ehrenzeichen Für 40 Jahre treue Dienste
- 1868 mit Diamanten besetzte goldene Schnupftabakdose mit dem Porträt Seiner Majestät
- 1868 Ehrenmitglied der Universität Moskau[11]

Ausland
- 1831 Österreichisch-kaiserlicher Leopold-Orden, Komtur
- 1838 Schwertorden 3. Klasse
- 1838 Dannebrogorden 2. Klasse
- 1838 Guelphen-Orden 3. Klasse
- 1838 Königlich Preußischer St. Johanniter-Orden mit Brillanten
- 1839 Großherzoglich Hessischer Ludwigsorden, Komtur
- 1840 Zivilverdienstorden (Sachsen), Komtur
- 1840 Hausorden vom Weißen Falken, Komtur
- 1852 Österreichisch-kaiserlicher Leopold-Orden, Großkreuz
- 1853 Roter Adlerorden I. Klasse
- 1854 Leopoldsorden (Belgien), Großkreuz
- 1854 Schwarzer Adlerorden
- 1857 Hubertusorden
- 1857 Großherzoglich Hessischer Ludwigsorden, Großkreuz
- 1857 Hausorden vom Weißen Falken, Großkreuz
- 1859 Schwarzer Adlerorden
- 1860 k.u. Sankt Stephans-Orden, Großkreuz
- 1860 Schnupftabakdose mit dem Porträt des Prinzregenten von Preußen
- 1864 Mecidiye-Orden I. Klasse
- 1864 Nassauischer Hausorden vom Goldenen Löwen, Großkreuz
- 1864 Ehrenlegion, Großkreuz
- 1864 Orden der Württembergischen Krone, Großkreuz